# Neologe Synagoge (Košice)
De Neologe Synagoge in Košice (Slowakije) werd gebouwd in 1926-1927. Zij is gelegen aan de Grešakova ulica, nabij het oude stadscentrum Staré Mesto.

## Geschiedenis
In 1924 ruilde de neologische jodengemeenschap in Košice haar synagoge met die van de orthodoxe "status quo ante"-joden. 
Terwijl de conservatieve joden hun « nieuwe synagoge » opbouwden in functie van hun behoeften, brak de neologische gemeenschap hun zopas ontvangen gebouw volledig af. Ze bouwde -net zoals de orthodoxe geloofsgenoten- een totaal nieuwe synagoge die in 1927 voltooid werd.
Tijdens de Tweede Wereldoorlog werden in Europa ongeveer 6 miljoen joden vermoord. Ook in Hongarije werd de meerderheid van de joodse landgenoten vervolgd, vervoerd naar uitroeiingskampen en gedood. Bij gebrek aan leden als gevolg van deze genocide, geraakte de neologe synagoge van Košice in onbruik. Bijgevolg werd nagedacht over herbestemming van het gebouw. In de jaren 1950, kort na het einde van de Tweede Wereldoorlog, nam het stadsbestuur de synagoge over en verbouwde een aantal elementen, conform met de veranderde noden. Ook het interieur en de versieringen ondergingen veranderingen. De grote metalen Davidster op de koepel werd verwijderd en geïntegreerd in het Holocaustmonument op de Joodse begraafplaats in Košice.
Anno 2020 is in het complex het Philharmonisch Staatsorkest ondergebracht.

## Architektuur
Het synagogegebouw is een uitstekend voorbeeld van de Hongaarse neo-barokke architectuur uit het interbellum. Het monumentale bouwwerk wordt gedomineerd door een koepel met een diameter van 24 meter en een hoogte van 37 meter.
Het gebouw biedt plaats aan 1.100 personen, verspreid over de grote zaal (gelijkvloerse verdieping) en de halfronde vrouwengalerij.

## Illustraties

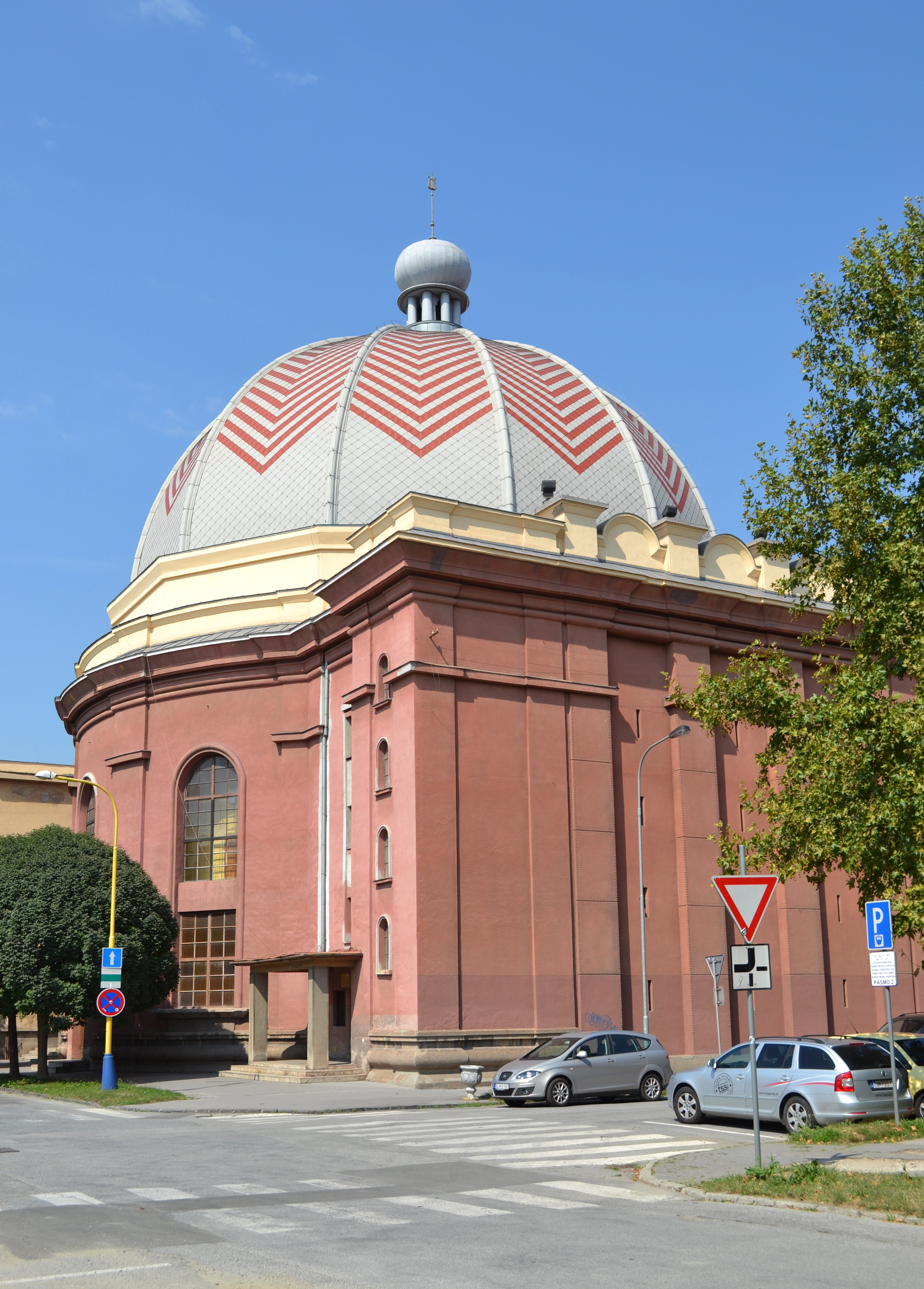
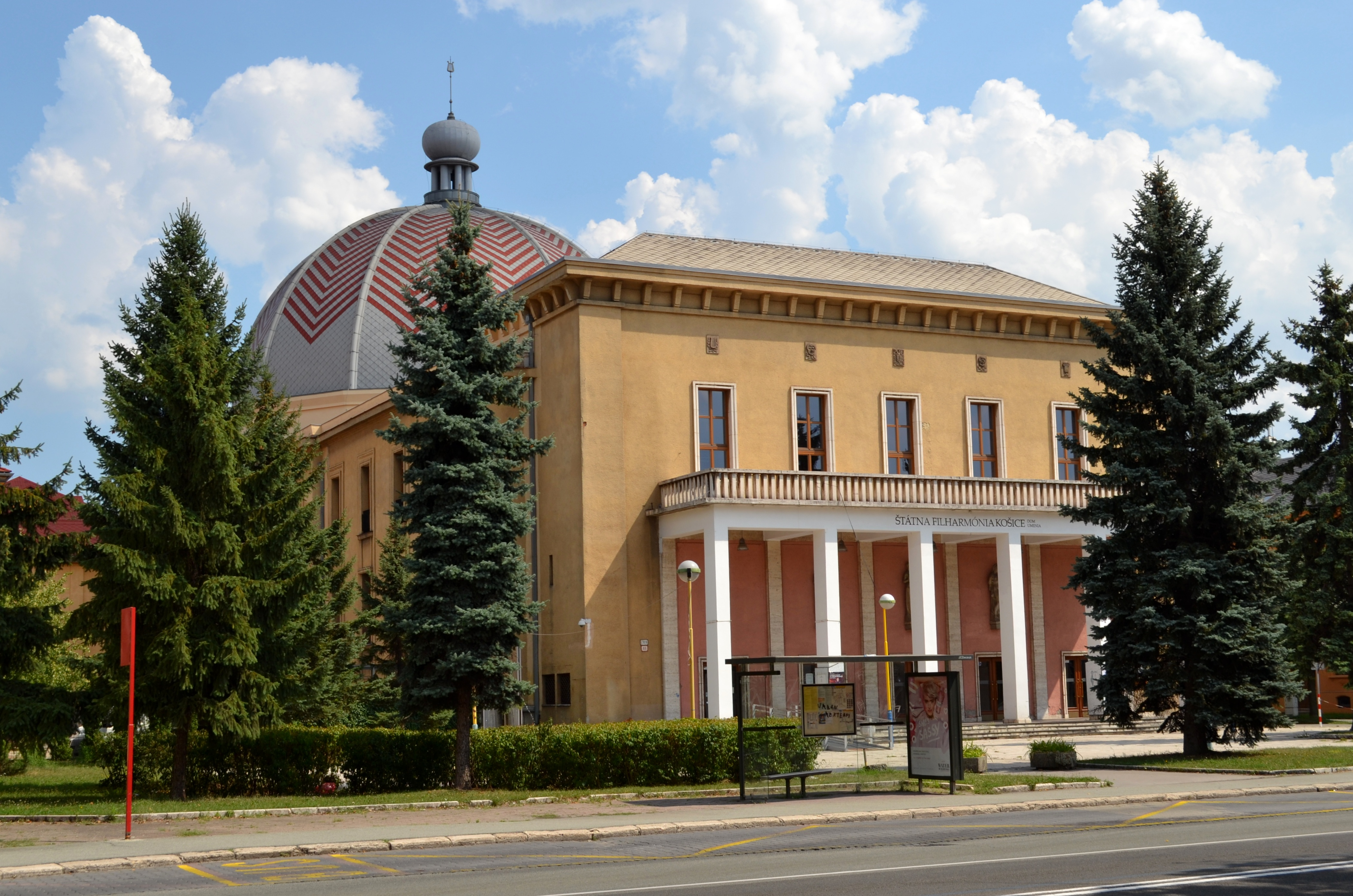
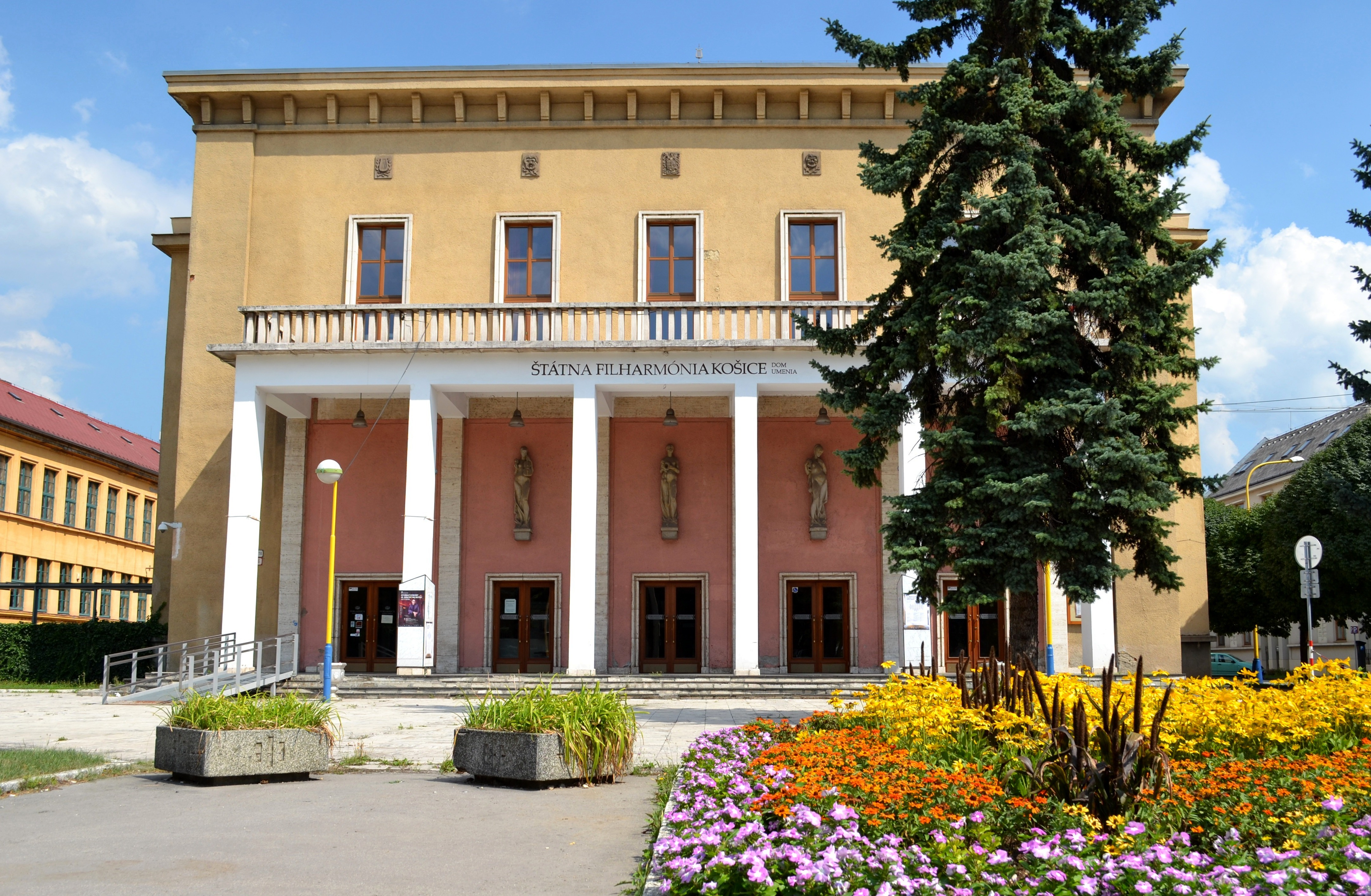